# Daewoo USAS-12
USAS-12 — Автоматический дробовик, разработанное Джоном Тревором в конце 1980-х годов на основе идей другого американского конструктора Максвелла Атчиссона, создавшего Atchisson Assault Shotgun.

## История
Тревор работал в небольшой компании Gilbert Equipment Co, не имевшей производственных мощностей. После долгих поисков потенциальных изготовителей нового оружия было выбрано подразделение южнокорейского конгломерата Daewoo — Daewoo Precision Industries. Корейские инженеры произвели некоторую доработку конструкции ружья, после чего USAS-12 был запущен в производство. В числе основных покупателей оказались полицейские и военные структуры стран Юго-Востока Азии. Gilbert Equipment Co пыталась импортировать в США самозарядные варианты для продажи на гражданском рынке, однако Бюро по контролю за алкоголем, табаком и огнестрельным оружием наложило на это запрет. Подразделениям правительства и полиции США продавались варианты местного производства, собираемые фирмой RAMO Defence из южнокорейских деталей. Информация об использовании USAS-12 какими-либо структурами в настоящее время отсутствует.

## Описание
USAS-12 использует автоматику на основе отвода пороховых газов из канала ствола с запиранием ствола подвижной цилиндрической деталью,  поднимающейся вверх в круглое отверстие в отростке ствола. Также как и у AAS/AA-12 пластиковый приклад сделан полым для того, чтобы в него при стрельбе откатывалась затворная группа. Данное решение снижает темп стрельбы и уменьшает отдачу. Для обеспечения «двухсторонности» окна гильзоэкстрактора, а также вырезы для рукоятки взведения затвора имеются на обеих сторонах ствольной коробки. Трёхпозиционный предохранитель-переводчик режимов стрельбы аналогичен таковому у автомата M16. В ствольную коробку интегрирована ручка для переноски.

## Страны-эксплуатанты
- Колумбия[1][2][3]
- Доминиканская Республика
- Филиппины[4][5]
- Республика Корея[6]
- Бразилия: на вооружении спецназа ВМФ GRUMEC[англ.] и батальонов спецназа сухопутных войск[7]

### Другие применения
- У австралийского террориста Мартина Брайанта, устроившего бойню в Порт-Артуре, при задержании были изъяты многие образцы огнестрельного оружия, в том числе USAS-12, за который он якобы заплатил 3 тысячи австралийских долларов, но так и не использовал.
- Один из образцов был замечен на вооружении Каренской национально-освободительной армии[8].